# Контринтуитивность
Контринтуитивное высказывание — такое высказывание, которое не кажется истинным при его оценке на основе интуиции, здравого смысла или эмоций.

## Характеристика
Объективную истину, установленную научными методами, часто называют контринтуитивной, если интуиция, эмоции и прочие когнитивные процессы, происходящие за пределами дедуктивной рациональности, интерпретируют эту истину как ложь. Однако поскольку интуиция носит субъективный характер, то невозможно дать единый критерий для контринтуитивности: что является интуитивно нелогичным для одного человека, может быть интуитивно понятным для другого. В частности, это характерно для тех случаев, когда интуиция меняется с приращением знания. Например, многие аспекты квантовой механики или общей теории относительности могут показаться контринтуитивными для непрофессионала, в то же время будучи интуитивно понятными для физиков, изучающих элементарные частицы. Тем не менее, контринтуитивные понятия являются психологически более предпочтительными, чем интуитивные понятия (согласно эффекту Ресторфф).
Ошибочное интуитивное понимание проблемы может привести к контрпродуктивному поведению с нежелательными результатами. В некоторых таких случаях более желательные результаты могут быть получены путём контринтуитивной политики. В то же время такая политика может привести к конфликтам между теми, кто придерживается деонтологической и консеквенциалистской точек зрения на этические аспекты политики.

## Контринтуитивность в науке
Многие научные идеи, которые являются общепринятыми сегодня, ранее рассматривались как противоречащие интуиции и здравому смыслу.
Например, повседневный опыт говорит о том, что Земля плоская; на самом деле это представление оказывается очень хорошим приближением к истинному положению дел, которое заключается в том, что Земля — это очень большой (относительно повседневного масштаба человеческой жизни) сплюснутый сфероид.
Кроме того, до начала Коперниковской революции, гелиоцентризма, вера в то, что Земля вращается вокруг Солнца, а не наоборот, считалась противоречащей здравому смыслу.
Ещё одна контринтуитивная научная идея касается космических путешествий: первоначально считалось, что для повторного входа в атмосферу Земли больше пригодна обтекаемая форма космического аппарата. В действительности эксперименты доказали, что плоская форма теплозащитных экранов наиболее эффективна при возвращении на землю из космоса. Притупленные формы спускаемых аппаратов были использованы для всех пилотируемых космических полетов, включая программы Меркурий, Джемини, Аполлон и Спейс шаттл.
В опыте Майкельсона-Морли делались попытки измерить скорость Земли в эфире при её обращении вокруг Солнца. В результате было установлено, что у Земли нет скорости в эфире. Теория относительности позже объяснила результаты, заменив привычные тогда понятия «эфира», пространства, времени, массы и энергии на контринтуитивную четырёхмерную неевклидову Вселенную.

## Примеры
В науке:
- Теорема Гёделя о неполноте. В течение тысяч лет бытовала уверенность, что арифметика и подобные ей формальные системы дают надёжный базис для дедукции. Гёдель доказал, что такие системы не могут быть одновременно полными и непротиворечивыми.
- Парадокс удвоения шара, утверждающий, что шар можно «разбить» на куски и собрать из них два таких же шара.
- Корпускулярно-волновой дуализм / фотоэлектрический эффект. Как показал эксперимент с двойной прорезью, свет и квантовые частицы ведут себя и как волны, и как частицы.
- Математический факт, что 0.999… равно 1.
- В парадоксе Монти Холла ставится простой вопрос из области теории вероятностей, ответ на который даже профессионалы могут счесть противоречащим интуиции.
- Подковообразная орбита в орбитальной механике.
- Что свет может пройти через два перпендикулярно ориентированных поляризационных фильтра, если третий фильтр, не ориентированный перпендикулярно к любому из этих двух, помещается между ними[6].
- Эффект Мпембы, при котором в определённых обстоятельствах более тёплый водоём будет замерзать быстрее, чем более холодный в той же среде.

В политике и экономике:
- Нарушение критерия монотонности[англ.] в системах голосования.
- Теория сравнительных преимуществ Давида Рикардо, которая предполагает, что сравнительное преимущество является в целом более важным, чем абсолютное преимущество.

Многие примеры когнитивных предубеждений, таких как:
- Иллюзия кластеризации — иллюзия того, что существенные закономерности существуют в наборе случайных точек, тогда как в этих точках действуют только случайные причины.
- Что значительно проще увидеть упорядоченность в случайном наборе точек на плоскости[англ.], чем это вытекает из повседневной интуиции.